# ベチベルソウ

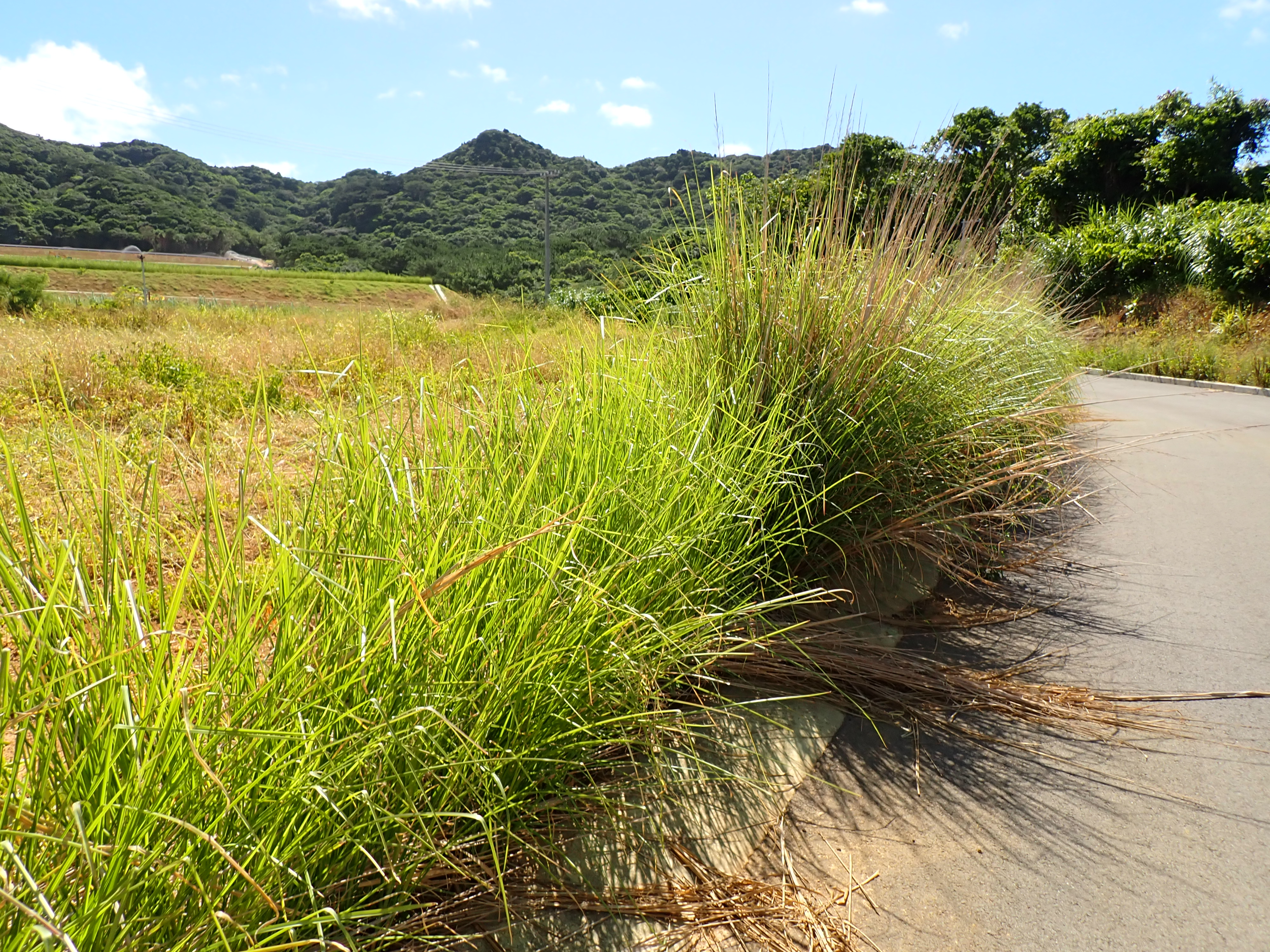
畑の土壌流出防止用に植栽されたベチベルソウ
（沖縄県石垣市野底）

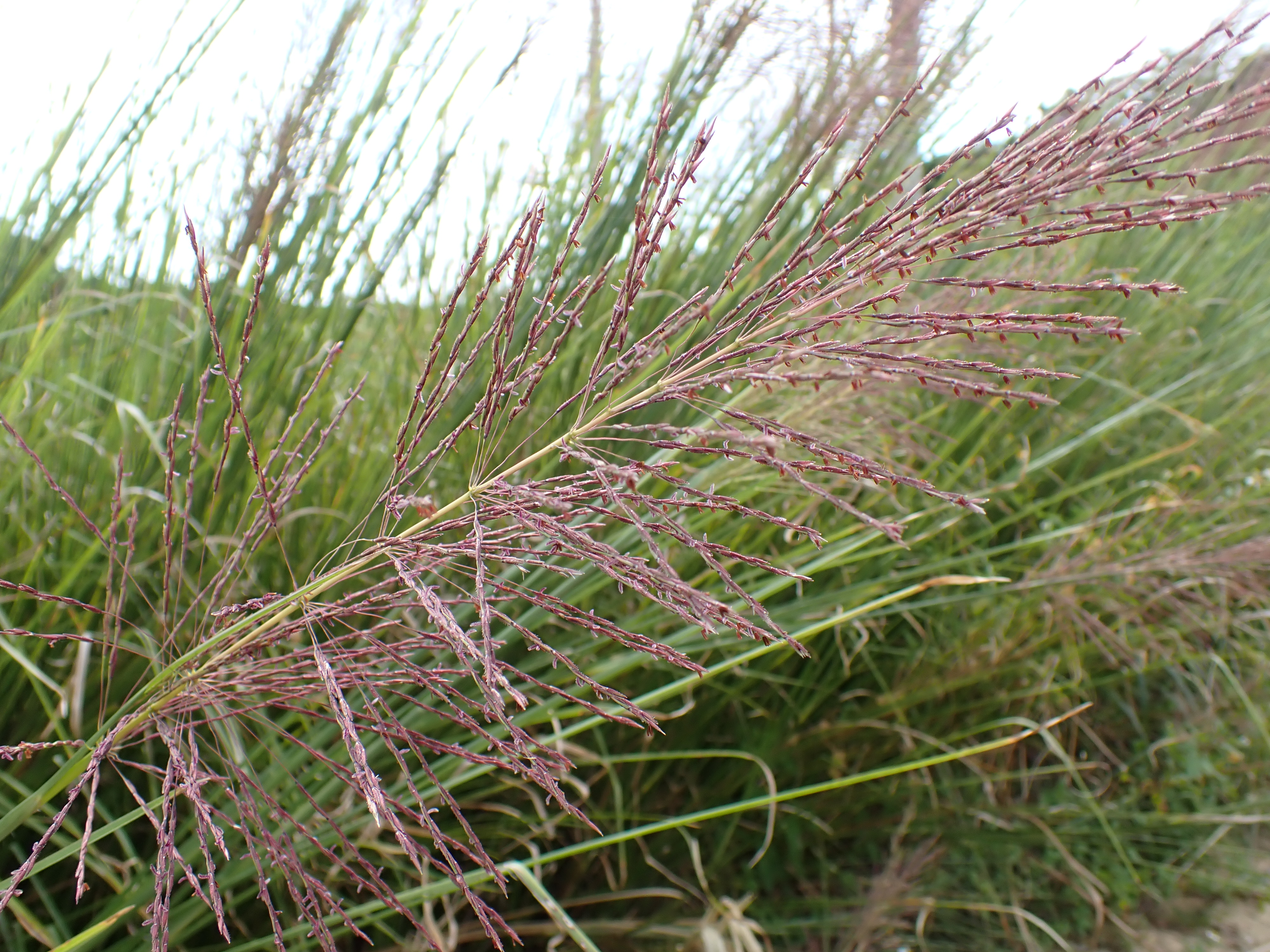
ベチベルソウの開花
（2024年10月 沖縄県東村）

ベチベルソウ （学名: Chrysopogon zizanioides、英語: vetiver）は、イネ科オキナワミチシバ属の多年生草本である。名前は、タミル語の「まさかりで刈る」の意味を持つ "Vetiverr"（タミル語: வெட்டிவேர்）による。
別名に、ベチベル、ベチバー、カスカスガヤ、ウサル（インドネシア語: usar）がある。和名のカスカスガヤは、インドでの名称"Khus"（ヒンディー語: खस、"カス"または"クス"とも、「香り高い根」の意味）による。
草は2 - 3メートルにもなり、複数がまとまって大きな株を形成するため、ススキによく似ている。以前は日本でも生産されていたが、現在ではほとんど生産されていない。
秋に開花するが、種子は発芽せず雑草化しないとされる。

## 原産地
インド、ブラジル、ハイチ、ミャンマー、インドネシア、マレーシア、中国。最大の生産地はインドである。

## 利用
丈夫で根が強く、密集して生える特性を活かし、沖縄県内では赤土の流出防止用に畑の周囲へ植えられる。
葉にはあまり芳香がないが、根に強い香りがあり、根茎を水蒸気蒸留することにより精油が得られる。採油量は、1 - 1.5％ほどで、通常、乾燥した根を用いる。精油は香料や化粧品に用いられる。パチョリに似た、土臭いような香りが特徴。
精油は揮発性が少ない点を活かし、多くの香水の保留剤として用いられている。利用例としては、シャネルNo.5のベースノートとして使用されている。また、持続して摂取した場合、体内のアンモニア数値が減ることから体臭などの消臭効果が期待される。

### 主成分
主にベチベロール（Vetiverol）などのセスキテルペンから成っている。最も含有量が多いのは、Isovalencenolであり、約15％含まれている。その他に、Khusimol、α-Vetivone、β-Vetivoneなども多く含まれている。ベチバーは生産地によって大きく含有成分の比率が異なるので、正確な含有率を出すことは難しい。

## 近縁種
同属の植物としてオキナワミチシバが南西諸島に分布するが、これはごく背丈の低い草で、特に香りもなく、日本国内では特に利用されていない。